# Terjat
Terjat ist eine französische Gemeinde mit 181 Einwohnern (Stand 1. Januar 2022) im Département Allier in der Region Auvergne-Rhône-Alpes (vor 2016 Auvergne). Sie gehört zum Kanton Montluçon-3 im Arrondissement Montluçon.

## Geographie
Terjat liegt etwa 17 Kilometer südlich von Montluçon.

### Nachbargemeinden
Umgeben ist Terjat von den Nachbargemeinden Sainte-Thérence im Nordwesten und Norden, Saint-Genest im Norden, Arpheuilles-Saint-Priest im Nordosten und Osten, Marcillat-en-Combraille im Süden, La Petite-Marche im Südwesten sowie Mazirat im Westen.

## Bevölkerungsentwicklung
| Jahr      | 1962 | 1968 | 1975 | 1982 | 1990 | 1999 | 2006 | 2011 | 2019 |
| Einwohner | 371  | 303  | 255  | 244  | 238  | 228  | 220  | 210  | 182  |

## Sehenswürdigkeiten
- Kirche Saint-Martin aus dem 12. Jahrhundert
- Herrenhaus aus dem 12. Jahrhundert
- Burg Beausson aus dem 12. Jahrhundert